# Finncomm Airlines

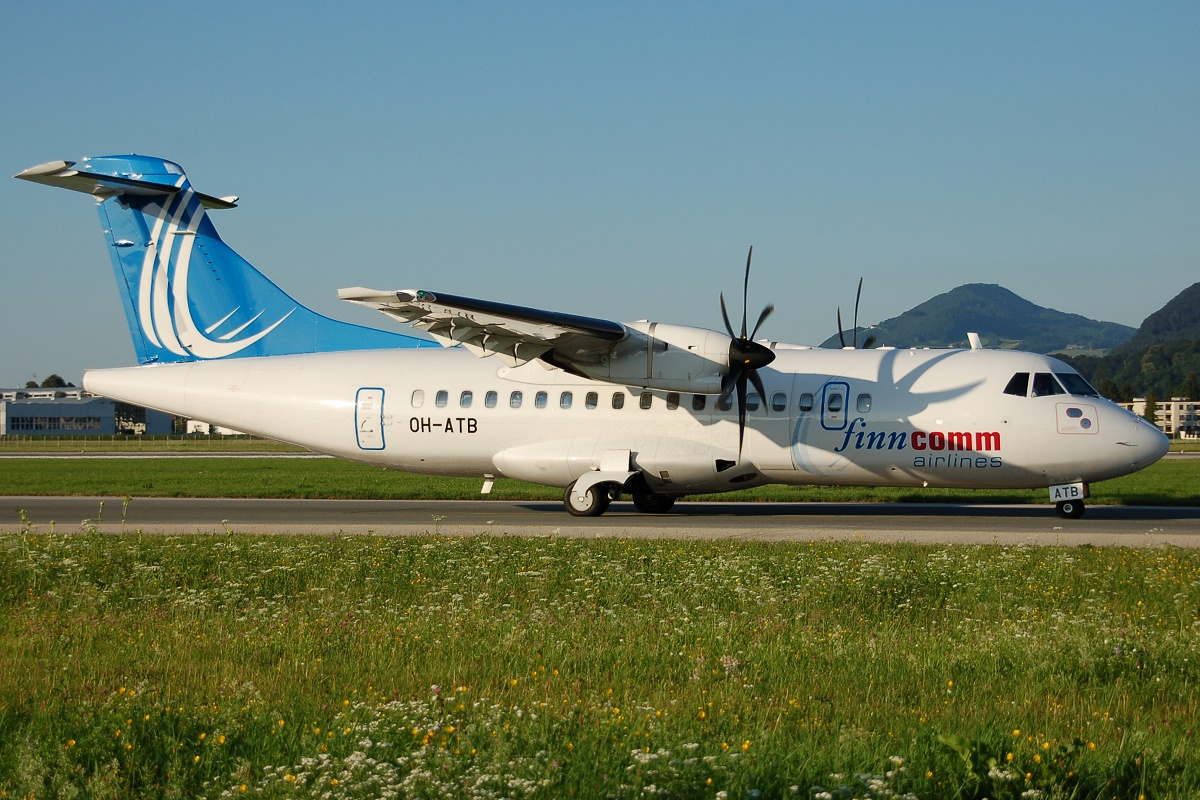
Un ATR 42 de Finncomm Airlines

Finnish Commuter Airlines Oy, exerçant ses activités sous le nom de Finncomm Airlines, était une compagnie aérienne régionale finlandaise dont le siège social était situé sur l’aéroport de Seinäjoki à Ilmajoki, en Finlande, près de Seinäjoki. 
Le transporteur assurait des vols vers l'Estonie, l'Allemagne, la Lituanie, la Roumanie, la Suède et 16 destinations en Finlande à partir de sa base située à l'aéroport d'Helsinki.  La compagnie aérienne était membre de l'Association des compagnies aériennes des régions européennes. Finncomm Airlines était le plus grand transporteur aérien intérieur finlandais en nombre de vols.
La société a été remplacée par Flybe Nordic en 2011, et a été renommée Nordic Regional Airlines en mai 2015.

## Flotte aérienne
Finncomm Airlines disposait d'ATR 42, d'ATR 72, d'Embraer 145 et d'Embraer 170.